# Tabetha S. Boyajian
Tabetha Suzanne Boyajian (ca. 1980) es una astrónoma norteamericana de la Universidad Estatal de Luisiana.
Fue estudiante postdoctoral entre 2012-16 en la Universidad Yale, trabajando con Debra Fischer.
Las actividades principales de Boyajian se centran en campos astronómicos de interferometría estelar, espectroscopia estelar, la investigación de exoplanetas, y la astronomía de alta resolución angular, particularmente en longitudes de onda ópticas e infrarrojas.
Es la autora principal del artículo ¿Dónde está el Flujo? (Título original inglés: Where's the Flux?) de septiembre del 2015 que investiga la curva de luz muy inusual de KIC 8462852; la estrella ha sido coloquialmente llamada estrella de Tabby en su honor.